# Max Jakob Friedländer
Max Jakob Friedländer, född 5 juni 1867 i Berlin, död 11 oktober 1958 i Amsterdam, var en tysk konsthistoriker. 

## Biografi
Friedländer studerade vid universiteten i Leipzig och München. Han blev filosofie doktor och andre direktör vid Kaiser Friedrich-museet i Berlin och 1908 direktör för Kopparstickskabinettet i Berlin. 
Bland hans verk kan nämnas Altdorfer (1891), Meisterwerke der altniederländischen Malerei (1903), Von Eick bis Brueghel (1915) och Albrecht Dürer (1921). Som hans främsta verk kan ses Die altniederländische Malerei (14 band, 1924–1937).
Friedländer kritiserade Giovanni Morellis metod inom konnässörskap. Hans bok On art and connoisseurship dök först upp på engelska 1942 och på tyska först efter kriget under titeln Von Kunst und Kennerschaft (1946).